# Nortel
Nortel Networks Corporation va ser una empresa canadenca nascuda el 1895 com a empresa derivada (spin off) de la Bell Telephone Co. of Canada amb la denominació Northern Electric and Manufacturing Company. Per noms que havia tingut al llarg de la seva història, també va ser coneguda com a Northern Electric, Northern Telecom, o anomenada, simplement, Nortel. Era una empresa multinacional fabricant d'equips de telecomunicacions amb base al Canadà.
El 5 de juliol de 1914, Northern Electric, que sobresortia en la fabricació d'aparells telefònics, i la companyia Imperial Wire & Cable, productora de cables elèctrics, ambdues amb alguns interessos comuns i vinculacions empresarials, es van consolidar, al Canadà, en la Northern Electric Company Limited. Una reestructuració va portar, el 1976, a la creació de Northern Telecom Canada Ltd. i la divisió dels EUA, Northern Telecom Inc., amb seu a Nashville, Tennessee. L'abril de 1999, el nom de la companyia es va canviar de Northern Telecom Ltd. a Nortel Networks Corp.
Si durant la Primera Guerra Mundial va fabricar equips de telegrafia per als exercits i en la la Segona equips de ràdio i de radar, en el període d'entreguerres també va produir tota mena d'electrodomèstics: torradores, cuines o rentadores. Ara bé, les seves línies principals de producció van ser els sistemes de commutació utilitzats per les companyies telefòniques i les centraletes per a les empreses. En aquesta segona línia, el 1972 van fabricar la primera Centraleta Privada Automàtica, PBX per les seves sigles en anglès, que va ser un producte de gran èxit. A cavall del creixement de les Tecnologies de la Informació, el 1991 Northern Telecom era el primer subministrador mundial de PBX, i també, aquells anys, el segon fabricant global d'equips de telecomunicacions, amb 42 fàbriques als Estats Units, Canada, França, Austràlia, Tailàndia, Malàisia, Irlanda i la República Popular de la Xina. Malgrat Northern Telecom va desenvolupar una experiència de primer ordre en dues tecnologies de comunicacions amb creixements espectaculars en aquella dècada, la sense fils i l'òptica, no es va prendre seriosament el creixement d'Internet. Des de 1997 fins a començaments del 2001, Nortel va ser una inversió segura de primer ordre, dins la més àmplia bombolla puntcom, però el creixement de la seva acció va tenir dificultats per peculiaritats de les regles comptables del Canadà i dels EUA. Els problemes en el mercat borsari van agafar majors dimensions a partir del 15 de febrer del 2001.
El 14 de gener de 2009 es va declarar en fallida i va instar els processos corresponents al Canadà, als Estats Units i a la Gran Bretanya. El cas, un dels més llargs d'aquest tipus, es va donar per acabat el 24 de gener del 2017 amb la decisió de jutges de Delaware, als Estats units, i del Canada, que van aprovar un pla per al pagament de més de set mil milions de dòlars als creditors.